# Microxyphiella hibiscifolia
Microxyphiella hibiscifolia är en svampart som beskrevs av Bat., Nascim. & Cif. 1963. Microxyphiella hibiscifolia ingår i släktet Microxyphiella, divisionen sporsäcksvampar och riket svampar.   Inga underarter finns listade i Catalogue of Life.